# ロマン・カルメン
ロマン・カルメン（Рома́н Ла́заревич Карме́н、1906年11月29日 - 1978年4月28日）は、ソビエト連邦の映画監督。ドキュメンタリー映像作家。

## 経歴
1906年、ウクライナのオデッサで生まれる。映画界に入るとスペイン内戦や中国共産党、ニュルンベルク軍事裁判、ディエンビエンフーの戦い、キューバ革命などを題材に、自国のみならず世界各国の共産主義者の動きをドキュメンタリー映画化した。これらは当時のソビエト連邦の共産主義的視点に沿った国策映画であり、その功績からレーニン賞を受賞している。

## 映画作品
- 『スペイン』（1939年）
- 『中国にて』（1941年）
- 『諸国民の裁判』（1946年） - 日本では『ニュルンベルク裁判 人民の裁き』としてDVD化された[2]
- 『ベトナム』（1955年）
- 『燃える島=キューバ』（1961年）
- 『大祖国戦争-巨大なる進撃の記録』（1965年） - 日本でDVD化[3]